# USS LST-397
O USS LST-397 foi um navio de guerra norte-americano da classe LST que operou durante a Segunda Guerra Mundial.